# Mission der Schweiz bei der Europäischen Union
Die Mission der Schweiz bei der Europäischen Union  ist die diplomatische Vertretung der Schweizerischen Eidgenossenschaft bei der Europäischen Union (EU). Sie hat ihren Sitz in Ixelles/Elsene (Bezirk Brüssel-Hauptstadt), dem sogenannten «Europäischen Viertel» im Südosten der Innenstadt von Brüssel. Vorgängerin war die Schweizerische Mission bei den Europäischen Gemeinschaften (EG), ebenfalls in Brüssel.

## Gebäude

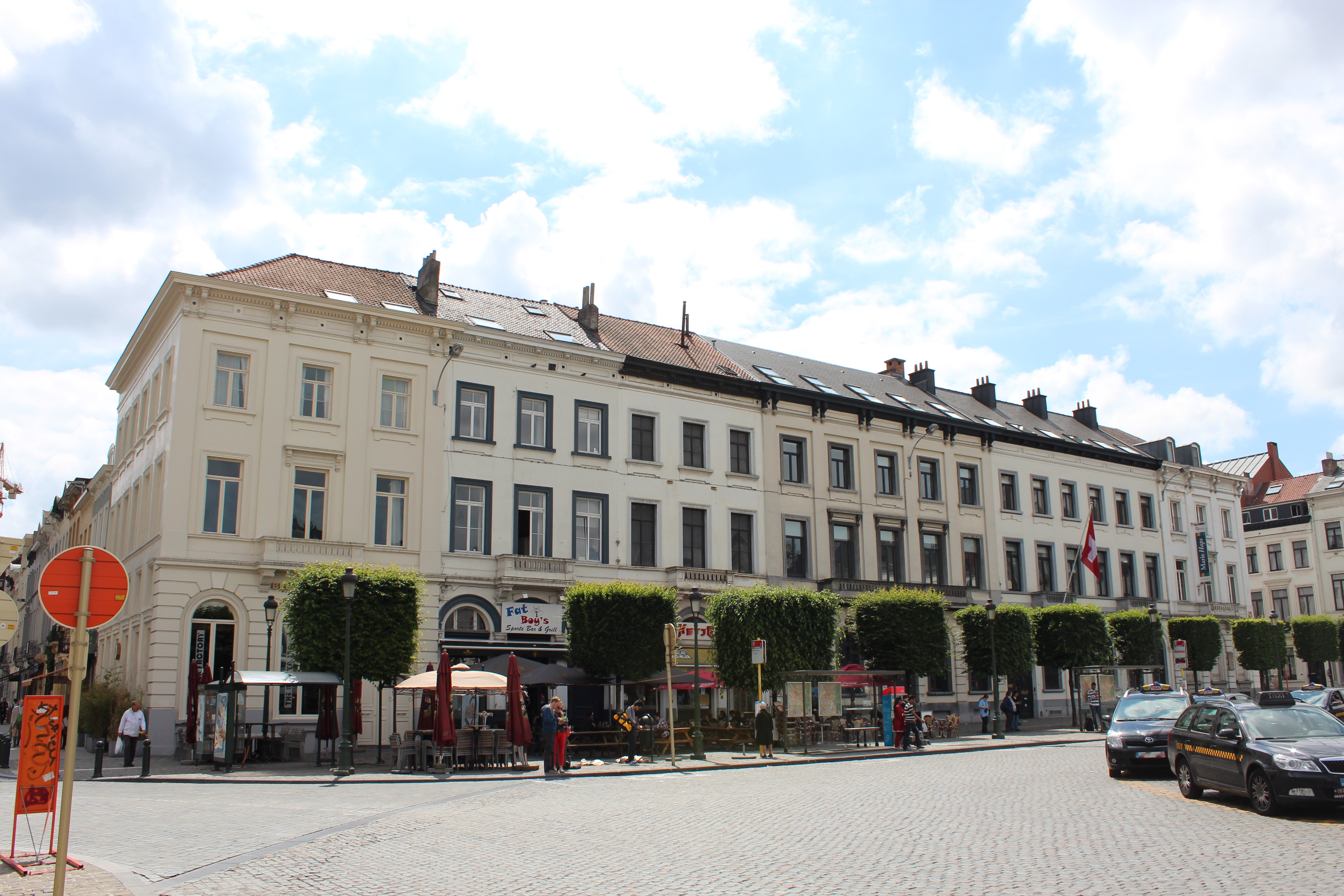
Schweizer Mission (rechts im Bild, kenntlich an der Schweizerfahne)

Der Gebäudekomplex am Place du Luxembourg/Luxemburgplein, in dem die Schweizer EU-Mission die Einheit mit der Hausnummer 1 belegt, wurde im Jahr 1854 nach Entwurf der Architekten Antoine Trappeniers und L. Mors im Stil des Neoklassizismus errichtet. Er ist seit 11. September 1992 im «Verzeichnis des architektonischen Erbes» (Inventaris van het Bouwkundig Erfgoed) eingetragen.

## Botschafter und Missionschefs
Die schweizerische Mission bei den europäischen Institutionen in Brüssel wurde 1959 gegründet, aber erst 1963 mit einem Botschafter besetzt.

### Mission der Schweiz bei der Europäischen Union
- seit Februar 2021: Rita Adam[3][4]
- 2016–2021: Urs Bucher
- 2012–2016: Roberto Balzaretti[5]
- 2007–2012: Jacques de Watteville[6]

### Schweizerische Mission bei den Europäischen Gemeinschaften
- 2004–2007: Bernhard Marfurt
- 1999–2004: Dante Martinelli[7]
- 1993–1999: Alexis Lautenberg

- 1987–1993: Benedikt von Tscharner
- 1982–1987: Carlo Jagmetti
- 1980–1982: Pierre Cuénoud
- 1974–1980: Claude Caillat
- 1963–1974: Paul Henri Wurth
- 1959–1962: Agostino Soldati